# 파지나스 다 비다
《파지나스 다 비다》(포르투갈어: Páginas da Vida)는 2006년부터 2007년까지 방영된 브라질의 텔레노벨라이다.